# Steven Berghuis
Steven Berghuis (* 19. Dezember 1991 in Apeldoorn) ist ein niederländischer Fußballspieler. Er spielt für Ajax Amsterdam.

## Vereinskarriere
Steven ist der Sohn des ehemaligen Fußballers Frank Berghuis; sein jüngerer Bruder Tristan ist ebenfalls Fußballer.
Steven Berghuis kam in Apeldoorn, einer Großstadt mit rund 165.000 Einwohnern in der Provinz Gelderland, wo auch unter anderem der ehemalige niederländische Fußballprofi und heutige -trainer Peter Bosz geboren wurde, auf die Welt und spielte in seiner Kindheit sowie in seiner Jugend bei AGOVV Apeldoorn, einem ehemaligen Profiverein und heutigen Achtligisten, sowie beim WSV Apeldoorn, einem Amateurverein. Bereits als 15-Jähriger spielte er in der ersten Mannschaft von WSV in der Hoofdklasse, der fünften niederländischen Liga. Wenig später wechselte Berghuis in die Jugendabteilung der Go Ahead Eagles nach Deventer. Die Jugend fusionierte sich später mit der Fußballakademie des FC Twente Enschede und von Heracles Almelo. Am 19. Januar 2011 gab er für den FC Twente Enschede beim Derby gegen den Kooperationspartner Heracles Almelo im Alter von 19 Jahren sein Profidebüt in der Eredivisie. In der Profimannschaft des Vereins aus Enschede, einer Stadt mit 160.000 Einwohnern in der Provinz Overijssel unmittelbar an der deutschen Grenze, konnte sich Steven Berghuis nicht durchsetzen, immerhin kam er zu zwei Einsätzen in der Gruppenphase der UEFA Europa League 2011/12. In der Winterpause der Saison 2011/12 folgte ein Leihwechsel zu VVV-Venlo, wo er sich einen Stammplatz erkämpfte. Dabei wurde Berghuis als rechter Außenstürmer eingesetzt, in 17 Partien erzielte er zwei Tore und qualifizierte sich mit dem VVV-Venlo für die Auf-und-Abstiegs-Play-offs. In der zweiten Runde setzte er sich mit den Venloern gegen den SC Cambuur durch, dabei gelangen ihm im Rückspiel, welches der VVV-Venlo mit 4:3 gewann, zwei Tore. Nachdem sich die Venloer in der dritten Runde gegen Helmond Sport durchsetzten, war der Klassenerhalt perfekt.
In der folgenden Sommerpause unterzeichnete Steven Berghuis einen Fünfjahresvertrag bei AZ aus Alkmaar, einer Stadt mit 91.000 Einwohnern im Zaanstreek. Dort pendelte er zwischen Stammelf und Ersatzbank und lief in seiner ersten Saison in der Provinz Noord-Holland auch in der Reservemannschaft auf. Dennoch hatte er in der Profimannschaft regelmäßig gespielt, dabei lief Berghuis zumeist als linker Außenstürmer auf. Im Ligaalltag endete das erste Jahr mit dem zehnten Tabellenplatz, zudem konnte der KNVB-Beker gewonnen werden, nachdem AZ Alkmaar im Finale PSV Eindhoven schlug. Ähnlich war die Situation von Steven Berghuis in der Saison 2013/14, im dritten und letzten Jahr in Alkmaar gelang ihm der Durchbruch, wobei er in der Hinrunde zeitweise verletzungsbedingt pausieren musste. Mit fünf Torvorlagen und elf Toren in 22 Spielen trug er zum vierten Platz bei. In der Folge wechselte Berghuis nach England in die Premier League zum FC Watford, einem Aufsteiger. Dort konnte er sich allerdings nicht durchsetzen und kam zu lediglich neun Einsätzen, wo er als linker und rechter Außenstürmer oder als offensiver Mittelfeldspieler eingesetzt wurde. Nach einem Jahr wurde Steven Berghuis an Feyenoord Rotterdam verliehen und im Juli 2017 fest verpflichtet. Die erste Saison in Rotterdam endete mit dem Gewinn der niederländischen Meisterschaft, wozu er mit sechs Torvorlagen und sieben Toren beitrug. In 30 Punktspieleinsätzen wurde Berghuis zumeist als rechter Außenstürmer eingesetzt. In der Folgesaison gewann er mit Feyenoord Rotterdam den KNVB-Beker, womit er zum zweiten Mal in seiner Karriere den niederländischen Pokalwettbewerb gewann. Auch in den folgenden Jahren war Steven Berghuis in Rotterdam Stammspieler und Leistungsträger.
Im Juli 2021 wechselte er zum Erzrivalen Ajax Amsterdam, wo er einen Vertrag bis 30. Juni 2025 unterschrieb.

## Nationalmannschaft
Berghuis spielte für die U-19- und die U-21-Mannschaft der Niederlande; in beiden Teams erzielte er bei seinen Debüts einen Treffer. Für die U-21 war er in den Freundschaftsspielen gegen Israel und Albanien jeweils einmal erfolgreich.
Seit 2015 gehört er zum Kader der A-Nationalmannschaft. Am 27. Mai 2016 debütierte er unter Bondscoach Danny Blind während des Freundschaftsspiels gegen Irland in Dublin, als er in der 61. Minute für Memphis Depay eingewechselt wurde. In den folgenden beiden Länderspielen stand er in der Startformation der Niederländer. Die Qualifikation für die EM 2016 in Frankreich sowie für die WM 2018 in Frankreich wurde verpasst. In der Qualifikation für die EM 2021 lief Berghuis in zwei Partien auf, im Mai 2021 wurde er auch für den niederländischen Kader für das Turnier nominiert. Für die WM 2022 wurde er für den Elftal-Kader nominiert.

## Erfolge
- Niederländischer Meister: 2017 (mit Feyenoord)
- Niederländischer Pokal: 2013 (mit AZ Alkmaar), 2018 (mit Feyenoord)
- Niederländischer Supercup: 2011 (mit dem FC Twente), 2017, 2018 (mit Feyenoord)